# Funció zeta de Dedekind
|  | No s'ha de confondre amb Funció eta de Dedekind. |

En matemàtica, la funció zeta de Dedekind és una sèrie de Dirichlet definida per a tot cos  K  de nombres algebraics, expressada com {\displaystyle \zeta _{K}(s)} on {\displaystyle s} és una variable complexa. És la suma infinita:
{\displaystyle \sum (NI)^{-s}}
realitzada en tots els  I  ideals de l'anell dels enters {\displaystyle O_{K}} de  K , amb {\displaystyle I\neq \{0\}}. On {\displaystyle NI} és la norma de  I  (al camp racional  Q ): és igual a la cardinalitat de  O    K  / I ,
en altres paraules, el nombre de classes de residu mòdul {\displaystyle I}. En el cas en què  K  =  Q  aquesta definició es redueix a la funció zeta de Riemann.

## Propietats
Les propietats de {\displaystyle \zeta _{K}(s)} com una funció meromòrfica resulten d'un considerable significat en la teoria de nombres algebraics. Té un producte d'Euler, amb un factor per a un donat nombre primer {\displaystyle p} al producte sobre tots els ideals primers {\displaystyle P} de {\displaystyle O_{K}} dividint {\displaystyle p} de
{\displaystyle \left(1-(NP)^{-s}\right)^{-1}}
Aquesta és l'expressió en termes analítics de la unicitat de la factorització en primers dels ideals {\displaystyle I}.
Se sap (demostrat en forma general primer per Erich Hecke) que {\displaystyle \zeta _{K}(s)} té una continuació analítica cap a tot el pla complex com una funció meromorfa, tenint un pol simple només en  s  = 1. El residu en aquest pol és una quantitat important, que involucra invariants del grup unitari i del grup de classe de  K , els detalls es troben a la fórmula de nombre de classe. Hi ha una equació funcional per a la funció zeta de Dedekind, que relaciona els seus valors en  s  i 1 -  s .
Per al cas en què  K  és una extensió abeliana de  Q , la seva funció zeta de Dedekind pot ser escrita com un producte de funcions L de Dirichlet. Per exemple, quan  K  és un cos quadràtic això mostra que la relació
{\displaystyle {\frac {\zeta _{K}(s)}{\zeta _{\mathbb {Q} }(s)}}}
és una funció  L ,  L  ( s , χ); on {\displaystyle \chi } és un símbol de Jacobi com caràcter de Dirichlet. Que la funció zeta d'un cos quadràtic sigui un producte de la funció zeta de Riemann i una certa funció L de Dirichlet és una formulació analítica de la llei de Gauss de reciprocitat quadràtica.
En general si  K  és una extensió de Galois de  Q  amb grup de Galois  G , la seva funció zeta de Dedekind té una factorització comparable en termes de funcions L de Artin. Aquestes estan associades a representacions lineals de  G .